# اتحاد برای جنبش مردمی
اتحاد برای جنبش مردمی (Union pour un Mouvement Populaire, UMP) حزب اصلی جناح راست میانه در فرانسه بود. این حزب با ادغام احزاب گوناگون راست‌گرا تحت رهبری رئیس‌جمهور ژاک شیراک در نوامبر ۲۰۰۲ میلادی تأسیس شد. این حزب از نوامبر ۲۰۰۲ تا ماه مه ۲۰۱۵ میلادی بزرگ‌ترین و اصلی‌ترین حزب در جناح راست فرانسه بود. در ۳۰ ماه مه سال ۲۰۱۵ میلادی، نام این حزب به حزب جمهوری‌خواهان تبدیل شد.
در سال ۲۰۰۷ میلادی، نیکلا سارکوزی نامزد این حزب در انتخابات ریاست جمهوری فرانسه بود که در مقابل خانم سگولن رویال در مرحله دوم انتخابات به پیروزی دست یافت. در نتیجه نیکلا سارکوزی برای مدت پنج سال رئیس‌جمهور فرانسه شد. در سال ۲۰۱۲ میلادی نیز مجدداً نیکلا سارکوزی نامزد این حزب شد، ولی این بار در دور دوم انتخابات ریاست جمهوری فرانسه در مقابل فرانسوا اولاند شکست خورد. این حزب پس از کنگرهٔ حزبی سال ۲۰۱۲ دچار انشعاب درونی شد که منجر به استعفای رئیسش ژان فرانسوا کوپه شد. پس از انتخاب مجدد نیکلا سارکوزی به ریاست این حزب در سال ۲۰۱۴، وی پیشنهاد تغییر نام این حزب را داد. پیشنهاد سارکوزی پذیرفته شد و این حزب از ۳۰ مه سال ۲۰۱۵ جمهوری‌خواهان نام گرفت. این حزب در تبلیغات خود معمولاً از رنگ آبی به‌عنوان نماد حزب استفاده می‌کند.

## تاریخچه
از دههٔ ۱۹۸۰ گروه‌های سیاسی پارلمانی راست پیرامون آزادی اقتصادی و تقویت اروپا به هم پیوستند.

## جناحها
- محافظه کاران لیبرال

### حزبهای همپیوند
حزب رادیکال (که اندامانش بین UMP و UDF تقسیم شدند)، انجمن جمهوری خواهان اجتماعی، ظهور جمهوری، مرکز ملی استقلالی‌ها، رالی برای فرانسه از حزب‌های همپیوند با این حزب هستند.

## مسئولان اصلی
- آلن ژوپه
- نیکلا سارکوزی
- فرانسوا فیون
- برنارد آکویر (رئیس شورای ملی)
- کریستین پونسلت (رئیس سنا)
- ژان لوئی دبره (رئیس شورای قانون اساسی)

## رهبری

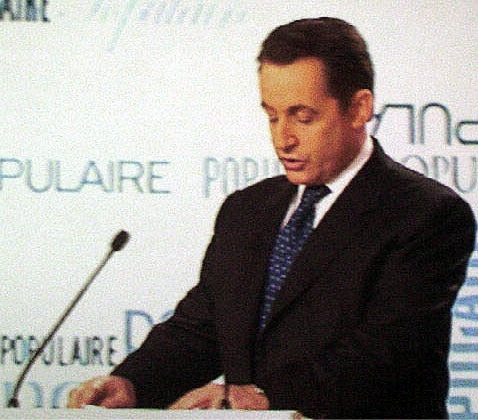
نیکلا سارکوزی

### رییسان
- آلن ژوپه (از نوامبر ۲۰۰۲ تا ژوئیه ۲۰۰۴)
- ژان کلود گاودن (از ژوئیه ۲۰۰۴ تا نوامبر ۲۰۰۴)
- نیکلا سارکوزی (از نوامبر ۲۰۰۴ تا مه ۲۰۰۷)
- دبیرکل حزب، ریاست حزب را نیز بر عهده گرفت. (از مه ۲۰۰۷ تا نوامبر ۲۰۱۲)
- ژان فرانسوا کوپه (از نوامبر ۲۰۱۲ تا ژوئن ۲۰۱۴)
- فرانسوا فیون، ژان پیر رافارن و آلن ژوپه، به صورت مشترک (از ژوئن ۲۰۱۴ تا نوامبر ۲۰۱۴)
- نیکلا سارکوزی (از ۳۰ نوامبر ۲۰۱۴ تا ۳۰ مه ۲۰۱۵)

### معاونان
- ژان کلود گاودن (۲۰۰۲ تا ۲۰۰۷)
- ژان پیر رافارن و پیر مهایگنری و ژان کلود گاودن (۲۰۰۷ تا ۲۰۱۲)

#### دبیران کل
- فیلیپ دوست-بلازی (از نوامبر ۲۰۰۲ تا نوامبر ۲۰۰۴)
- پیر مهایگنری (از نوامبر ۲۰۰۴ تا سپتامبر ۲۰۰۷)
- پاتریک دوجیان (از سپتامبر ۲۰۰۷ تا دسامبر ۲۰۰۸)